# Сьверче (Пултуський повіт)
Сьверче (пол. Świercze) — село в Польщі, у гміні Сьверче Пултуського повіту Мазовецького воєводства.
Населення — 1106 осіб (2011).
У 1975-1998 роках село належало до Цехановського воєводства.

## Демографія
Демографічна структура станом на 31 березня 2011 року:
|          | Загалом | Допрацездатний вік | Працездатний вік | Постпрацездатний вік |
| -------- | ------- | ------------------ | ---------------- | -------------------- |
| Чоловіки | 565     | 143                | 376              | 46                   |
| Жінки    | 541     | 127                | 333              | 81                   |
| Разом    | 1106    | 270                | 709              | 127                  |